# 柴田文子
柴田 文子（しばた あやこ、1994年3月31日-)は、日本のフリーアナウンサー。元NHK福岡放送局の契約キャスター。

## 来歴・人物
千葉県市川市出身。実兄は元・静岡第一テレビのアナウンサーでeスポーツキャスターの柴田将平。祖父は元・衆議院議員で弁護士の柴田睦夫。大学在学時に大阪三大夏祭りの愛染まつりにて、平成26年度ミス愛染娘に選ばれる。
2019年からTBSスパークルキャスター室（キャスト・プラス）に所属し、TBS NEWSのキャスターとして活動。2025年のキャスト・プラスのマネジメント事業終了に伴い、セント・フォースに移籍した（TBS NEWSのキャスターは継続中）。

## 現在の担当番組
- TBS NEWS （2022年4月 - ） - キャスター

## 過去の出演番組
NHK福岡放送局時代（2019年度〜2021年度）
- はっけんTV（2019年4月〜2022年3月11日、隔週キャスター）[2]
- はっけんラジオ（2020年10月〜2022年3月31日、隔週キャスター）